# Демолен, Эдмон
Эдмо́н Демоле́н (фр. Edmond Demolins; 1852, Марсель — † 1907, Кан) — французский историк, социолог, педагог, один из инициаторов нового воспитания. Был идеологом социального реформизма и классового мира.

## Деятельность
Эдмон Демолен одним из первых призвал создавать частные средние школы-интернаты, в которых на первом плане стояли бы физическое воспитание и спорт, физический труд детей, развитие их самостоятельности и инициативы, энергии, укрепления воли.
В методологическом отношении он способствовал укреплению эмпирического базиса педагогики, критикуя грубый позитивизм за поверхностный анализ фактов и склонность к необоснованным обобщениям. Демолен требовал точной количественной характеристики фактов, усовершенствовал метод изучения и обобщения передового опыта.
Демолен пытался вызвать у молодежи интерес к предпринимательской и колонизаторской деятельности и подготовить её к ней. В 1899 году он создал школу де Рош, что стала одним из центров нового воспитания.
Важнейшими принципами деятельности школы Демолена были:
- построение учебного процесса на основе трудового принципа;
- расширение содержания образования за счет естественных наук;
- активное использование исследовательских методов обучения;
- уделение большого внимания работам по благоустройству окружающей среды, культуре досуга, спорта;
- создание самоуправления по типу буржуазного парламента.

## Избранные работы
- «„Новое воспитание“» (1900)
- «„Аристократическая раса“» (1897; 2-е рус. изд. 1907)